# Emilio Castelar

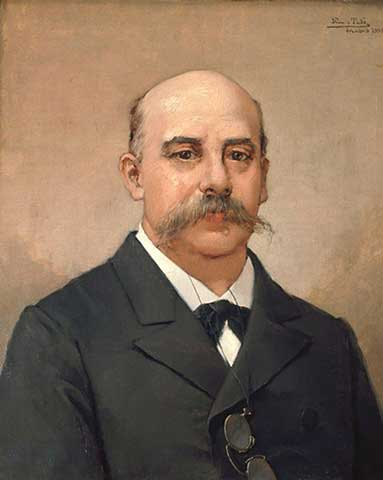
Emilio Castelar, Porträt von José Nin y Tudó

Emilio Castelar y Ripoll (* 7. September 1832 in Cádiz; † 25. Mai 1899 in San Pedro del Pinatar) war ein spanischer Politiker und Schriftsteller. Er war vom 7. September 1873 bis zum 3. Januar 1874 Präsident der Ersten Republik in Spanien.

## Leben

### Werdegang als Republikaner
Castelar studierte an der Universität von Madrid zuerst Rechtswissenschaft, dann vorzugsweise Philosophie und Literatur. Als Schriftsteller trat Castellar zuerst auf dem Gebiet der Novellistik, später auf dem der Politik auf.
Von dem Republikaner José María Orense in das politische Leben eingeführt, schrieb er für demokratische Blätter, wurde 1857 Professor der Geschichte und der Philosophie an der Universität Madrid (Lehrstuhl für „Philosophische und Kritische Geschichte Spaniens“) und übte durch seine glänzenden Vorträge einen großen Einfluss auf die Jugend aus. 1864 gründete er das Blatt „La Democracia“, worin er für die individuelle Freiheit und gegen die Willkür der Bourbonenherrschaft, aber auch gegen den Sozialismus kämpfte. Später verteidigte er auch in den Cortes mit enthusiastischer, hinreißender, wenngleich etwas phrasenreicher Beredsamkeit seine republikanischen Grundsätze.
Seine heftigen Angriffe auf die Regierung hatten 1865 seine Suspension zur Folge, und als er sich an dem erfolglosen Militäraufstand vom 22. Juni 1866 in Madrid beteiligte, musste er nach Frankreich fliehen und wurde in contumaciam zum Tod verurteilt.
Die Septemberrevolution von 1868 rief ihn aus der Verbannung zurück. Für Castelar begann eine neue Ära: Zum Abgeordneten für die konstituierenden Cortes gewählt, bekämpfte er jede Art von Monarchie, verteidigte als einzig richtige Verfassungsform die Föderativrepublik und verlangte in schwunghaften Reden Religionsfreiheit. Er schwärmte auch für ein Bündnis aller Völker romanischen Stammes und griff Deutschland heftig wegen des französischen Kriegs 1870/71 an.

### Präsident der Ersten Republik
Nach der Abdankung Amadeus’ von Savoyen im Februar 1873 bildete Castelars Freund Estanislao Figueras eine neue Regierung, in der Castelar das Ressort des Staatsministers übernahm. Die Regierung Figueras betrieb die Umsetzung einer föderalen Gliederung Spaniens. Castelar selbst setzte sich für die Abschaffung der Adelstitel und die Beseitigung der Sklaverei auf Puerto Rico ein. Die Desorganisation des Heers als Folge föderaler Reformen hatte aber bald auch Desorganisation der Herrschaft in zahlreichen Provinzen zur Folge. Figueras, Pi y Margall und Salmerón, die nacheinander an die Spitze des Staats traten, dankten jeweils nach kurzer Regierung ab, so dass Castelar am 26. August 1873 zum Präsidenten der Cortes gewählt wurde. Er suchte die nationale Einheit zu wahren, die Zentralregierung zu stärken und die Ordnung im Land sowie die Armeedisziplin wiederherzustellen bzw. zu festigen.
Am 7. September wurde Castelar schließlich zum Präsidenten der Exekutivgewalt, also zum Staatsoberhaupt, gewählt. Er erhielt außerordentliche diktatorische Vollmachten, die er energisch anwendete, um den Dritten Carlistenkrieg erfolgreich zu führen und die Aufstände der Föderalisten im Süden zu unterdrücken. Er scheute sich nicht, um das Vaterland zu retten, seinen früher kundgegebenen Ansichten zuwiderzuhandeln.

### Rücktritt Castelars und Niedergang der Republik

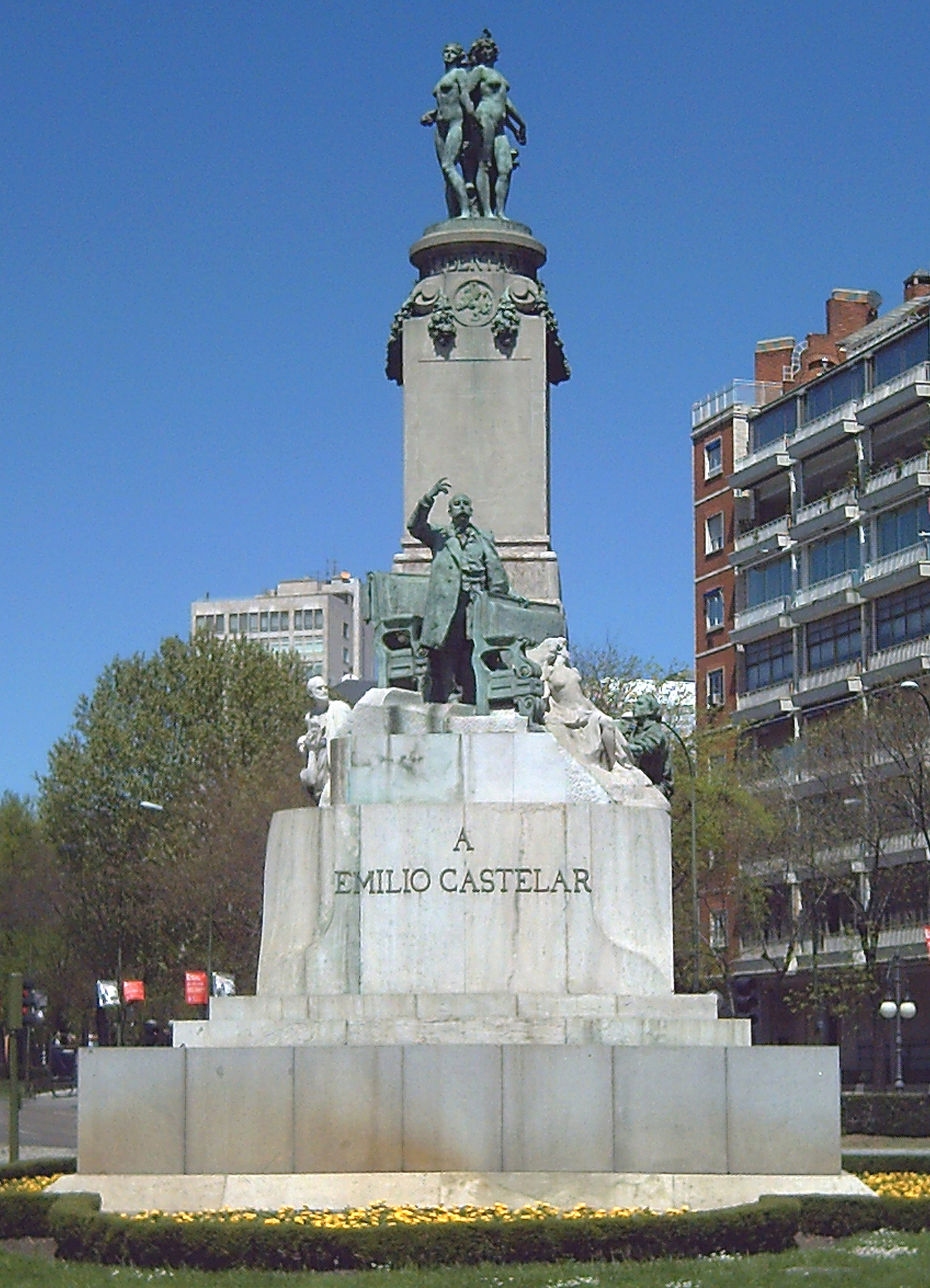
Castelar-Denkmal in Madrid (M. Benlliure, 1908).

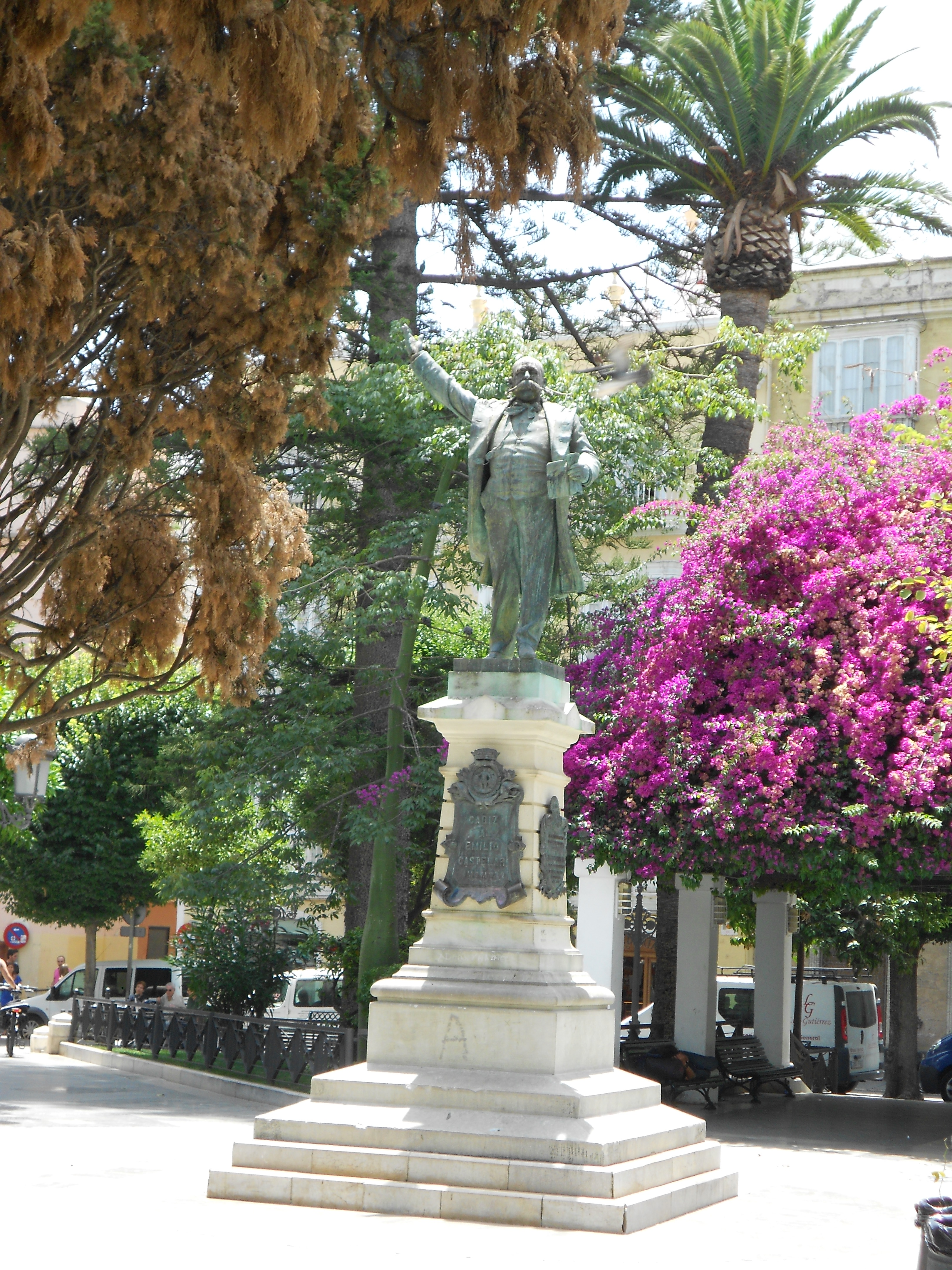
Castelar-Denkmal in Cádiz

Er wurde daher von allen Republikanern für einen Abtrünnigen gehalten, und als ein für ihn bei den Cortes am 2. Januar 1874 nach seiner Rechenschaftsablage beantragtes Dankesvotum nicht die Majorität fand, legte er sein Amt nieder. Nach dem unmittelbar darauf folgenden Staatsstreich des Generals Manuel Pavía, in dessen Folge Francisco Serrano Domínguez Präsident wurde, aber nicht im Sinne der Republik, sondern diktatorisch regierte, zog sich Castelar auf längere Zeit vom politischen Leben zurück und machte eine lange Reise ins Ausland.

### Tätigkeit nach der Restauration
Erst unter König Alfons XII. ließ er sich wieder in die Cortes wählen, in denen er gemäßigt republikanische Grundsätze vertrat und an der Spitze der kleinen Gruppe der Ordnungsrepublikaner (Posibilistas) stand, die eine Reform des Regimes von innen anstrebten. Öffentlich trat er seltener für seine republikanischen Anschauungen als für die Union der romanischen Völker auf; seinen Hass gegen Deutschland gab er wiederholt in schroffer Weise zu erkennen. 1893 zog er sich aus der Politik zurück.
Castelar starb am 25. Mai 1899 in San Pedro del Pinatar, Murcia.

## Werke (Auswahl)
Briefe
- Correspondance de Emilio Castelar, 1868–1898. Rivadeneyra, Madrid 1908.

Prosa
- Discursos poéticos. Madrid 1873.
- Erinnerungen an Italien („Recuerdos de Italia“). Verlag Hartung, Leipzig 1876 (übersetzt durch Julius Schanz).
- Tragedias de la historia. Editorial San Martin, Madrid 1883.

Sachbücher
- La civilización en los cinco primeros siglos del cristianismo. 2. Aufl. Editorial Maria, Madrid 1865.
- Cuestiones políticas y sociales. Jubera, Madrid 1870 (3 Bde.).
- Discursos parlamentarios en la asemblea constituyente. Editorial San Martin, Madrid 1871 (3 Bde.).
- Historia del movimiento republicano en Europa. Rodriguez, Madrid 1874 (2 Bde.).
- Miscelánea de historia, de religión, de arte y de política. Editorial San Martin, Madrid 1874.
- Vida de Byron. Havanna 1873 (Biblioteca de la propaganda literaria).
- Estudios históricos sobre la edad media. Otros fragmentas. Editorial San Martin, Madrid 1875.
- Cartas sobre política europea. Editorial San Martin, Madrid 1875 (2 Bde.).
- La cuestión de Oriente. Madrid 1876.
- El ocaso de la libertad. Obra líteraria e histórica. Madrid 1877.
- Ensayos literarios. Editorial San Martin, Madrid 1880.
- La Rusia contemporánea. Bocetos históricos. Madrid 1881.

Werkausgabe
- Obras escogidas. Editorial San Martin, Madrid 1925.